# Гесинк, Антон
Антониус Йоханнес (Антон) Гесинк (нидерл. Antonius Johannes "Anton" Geesink, 6 апреля 1934, Утрехт — 27 августа 2010, там же) — нидерландский дзюдоист, 10-й дан дзюдо (присвоен Международной федерацией дзюдо). Трёхкратный победитель и призёр чемпионатов мира (1956, 1961 и 1965), более чем двадцатикратный призёр чемпионатов Европы, чемпион Олимпийских игр 1964 года в Токио. Стал первым дзюдоистом, победившим японцев в чемпионатах мира и Олимпийских играх (в абсолютной весовой категории). Рост 198 см, вес 130 кг (одно время весил до 145 кг), выступал в основном в абсолютной весовой категории.

## Карьера в дзюдо
В 1951 году Гесинк в первый раз принял участие в первенстве Европы по дзюдо и занял второе место. На следующий год он завоевал свой первый титул чемпиона Европы. Далее, до 1967 года, Гесинк ещё двадцать раз становился чемпионом Европы.
В 1961 году Гесинк, выступая в абсолютной весовой категории, выиграл Чемпионат мира по дзюдо, став первым спортсменом, победившим японцев, которые до этого выигрывали все Чемпионаты мира по дзюдо.
В 1964 дзюдо было впервые включено в программу Олимпийских игр в Токио. И хотя японцы доминировали на них почти во всех весовых категориях, Антон Гесинк выиграл финальную схватку в абсолютной весовой категории у Акио Каминаги и стал чемпионом Олимпийских игр.
В 1965 году Гесинк снова стал Чемпионом мира по дзюдо. А после победы на чемпионате Европы в 1967 году Антон Гесинк ушёл из большого спорта, но продолжил работу в Международной федерации дзюдо (IJF). Именно по его предложению на Маастрихтском совещании комитета IJF по развитию дзюдо в 1986 году было введено использование дзюдоги синего цвета в соревнованиях, проводимых IJF.
В 1986 году Гесинк стал первым европейцем, которому был присвоен 9-й дан по дзюдо.
Являлся единственным спортсменом с 10-м даном, присвоенным ему в 1997 году Международной федерацией дзюдо (IJF).

## Профессиональная борьба
В октябре 1973 профессиональный японский борец и сооснователь организации All Japan Pro Wrestling (яп. 全日本プロレス Дзэн Нихон Пурорэсу) (AJPW) Сёхэй Баба пригласил Гесинка принять участие в ряде состязаний, проводимых AJWP. И с 1973 по 1978 год Антон Гесинк периодически выступал как профессиональный боец лиги All Japan Pro Wrestling.

## Работа в МОК
В 1987 году Гесинк вошёл в состав руководства нидерландского Национального олимпийского комитета и в состав Международного олимпийского комитета.

## Награды
Кавалер японского ордена Священного сокровища с золотыми лучами.
В честь Гесинка при жизни была названа улица в Утрехте — та, на которой он жил.
В 2003 году информация об Антоне Гесинке была включена в Зал славы Международной федерации дзюдо.